# Lépua
Simone Eduardo Assa Miranda (sinh ngày 23 tháng 12 năm 1999), hay Lépua, là một cầu thủ bóng đá chuyên nghiệp người Angola hiện đang thi đấu ở vị trí tiền vệ tấn công cho câu lạc bộ Sagrada Esperança và Đội tuyển bóng đá quốc gia Angola.

## Sự nghiệp thi đấu

### Câu lạc bộ
Lépua xuất thân từ lò đào tạo trẻ Sagrada Esperança, và ra mắt đội 1 vào năm 2018.

### Quốc tế
Lépua ra mắt quốc tế cho Angola trong trận thua 1–0 trước Ai Cập thuộc khuôn khổ Vòng loại giải vô địch bóng đá thế giới 2022 vào ngày 1 tháng 9 năm 2021.